# Hassan II
Al-Hàssan ibn Muhàmmad ibn Yússuf al-Alawí (àrab: الحسن بن محمد بن يوسف العلوي, al-Ḥassan b. Muḥammad b. Yūsuf al-ʿAlawī), conegut com a Hassan II (àrab: الحسن الثاني, al-Ḥassan aṯ-Ṯānī) (Rabat, 9 de juliol de 1929-23 de juliol de 1999), fou rei del Marroc de la dinastia alauita i va regnar 38 anys (1961-1999). Era fill de Muhàmmad V i de Lalla Abla bint Tahar. El seu regnat es va caracteritzar per una política repressiva i expansionista; el pas d'un règim moderat a una monarquia absoluta es va notar només pujar al poder i gairebé va durar fins al final del regnat.

## Biografia
A la mort del seu pare el 26 de febrer de 1961 en circumstàncies estranyes, el va succeir com a rei i primer ministre. La constitució (a la seva mida; el rei era inviolable i se'l declarava Príncep dels Creients) fou aprovada en referèndum el 7 de desembre de 1962. A l'inici del 1963 va esclatar la crisi de govern abandonant les seves carteres els ministres de l'Istiqlal en protesta per l'abandonament de la reclamació sobre Mauritània (que Marroc reclamava com a territori propi) i l'acumulació de funcions del cap de la casa reial i ministre de l'interior i agricultura Ahmed Reda Guedira, que va formar llavors el Front per la Defensa de les Institucions Constitucionals (FDIC).
A les eleccions del 17 de maig de 1963 el Istiqlal i la UNFP van aconseguir 41 i 28 escons, que eren (junts) els mateixos (69) que els que s'havia obtingut el FDIC, considerat el suport del rei. El 16 i 17 de juliol els dirigents de la UNFP (uns 130) foren arrestats per infracció greu de la llei i constitució d'un moviment subversiu. L'acusació de conspiració que va afectar més de cent personalitats, no va tenir continuïtat però com que l'oposició va fer boicot a les següents eleccions celebrades el 28 de juliol el govern va aconseguir una forta majoria en els consells regionals (que eren els que elegien la cambra de consellers o cambra alta).
Un conflicte d'aquest any fou l'oasi de Hassi Beida, que segons els mapes francesos era marroquí però en el qual havien restat els francesos fins a la independència d'Algèria. Una vegada evacuat pels francesos el 3 de juliol de 1962 els marroquins el van reclamar i s'hi van instal·lar. Després d'unes converses entre les parts a Oudja, el 7 d'octubre els algerians van ocupar la posició i en la lluita van morir deu soldats marroquins. Els algerians van acusar als marroquins d'haver iniciat l'atac però sembla que aquesta versió no era real. Immediatament l'exèrcit marroquí va anar a la zona, va recuperar l'oasi i va resistir els contraatacs algerians. Els xocs es van estendre a alguns altres punts de la frontera. Al final d'octubre, amb la mediació del negus d'Etiòpia, es va acordar crear una zona desmilitaritzada i sotmetre el conflicte a la OUA. Unes hores abans de l'alto el foc els algerians van atacar la zona de Figuig i llavors Hassan II no va acceptar l'aturada d'hostilitats fins a rebutjar els atacants, entrant finalment en vigor el 4 de novembre. El secretari general de la UNFP que quan es van produir les detencions de membres del seu partit estava a Egipte i no havia pogut tornar, es va posar del costat del Marroc, igual que el dirigent estudiantil Hamid Berrada, que havia fugit a Algèria, però tot i així els dos foren jutjats i condemnats a morts en absència.
Ahmed Bahnini, president del Tribunal Suprem, fou nomenat primer ministre el dia 13 de novembre de 1963 amb un govern de majoria del FDCI en el qual Gudeira fou ministre d'afers exteriors. El 18 de novembre es va obrir el primer parlament. Guedira aviat va deixar el càrrec per concentrar-se en la direcció del partit que fou rebatejat Partit Social Democràtic. El 1964 la UNFP que havia estat prohibida, fou restaurada com organització legal; els membres del grup condemnats a mort van rebre la commutació per cadena perpètua, però sense afectar els condemnats en absència.
Els disturbis de Casablanca i el Rif de 1965 foren reprimits i es va imposar l'estat d'excepció que va durar deu anys.
Des del 7 de juny de 1965 Hassan II va tornar a dirigir el govern fins al 7 de juliol de 1967. Després fou nomenat un partidari fidel, Muhammad Benhima ibn Taiyib, al que va seguir el 6 d'octubre de 1969 un altre reailista, Ahmed Laraki. El 29 d'octubre de 1965 Mehdi Ben Barka fou segrestat a París, França, per agents marroquins i assassinat (oficialment va desaparèixer) el que va posar en tensió les relacions entre els dos països. El general Mohamed Oufkir, cap dels serveis secrets marroquins, fou jutjat a França per contumàcia.
El 1967 i 1968 Marroc va finançar grups guerrillers que hostilitzaven a les forces espanyoles de guarnició a la "província" d'Ifni. Finalment, donat el petit valor econòmic (fora de la pesca) i les despeses i esforços per la seva defensa, el 4 de gener de 1969 el territori fou restituït al Marroc pel govern d'Espanya.
El 10 de juliol de 1971 es va produir un cop d'estat. El rei celebrava el seu aniversari al palau Skhirat al sud de Rabat quan els assistents foren atacats pels cadets de l'escola militar d'Ahermummu, dirigits pel tinent coronel M'hamed Ababou i amb el suport del general Mohammed Medbouh; un centenar de persones van morir i 132 foren ferides, però el rei es va salvar de miracle; els colpistes van prendre la ràdio i els edificis públics, van anunciar la mort del rei i la proclamació de la república, però les Forces Armades Reials van aconseguir redreçar la situació. Fou una comissió presidida pel general Oufkir la que va depurar responsabilitats establint la participació de diversos oficials superiors que foren degradats i afusellats. El 6 d'agost de 1971 el reialista Muhammad Karim Lamrani era nomenat primer ministre.
El 16 d'agost de 1972 l'avió del rei que tornava d'un viatge a França, fou atacat quan volava sobre Tetuan per un dels quatre avions F5 de la seva escorta, sortits de la base de Kenitra; el pilot del Boeing reial va poder aterrat a l'aeroport de Rabat-Salé on el F5 va tornar a metrallar la pista i va fer 8 morts però el rei s'escapà sempre del foc. L'oficial responsable, capità Kouira, va abandonar l'avió i va saltar, però fou localitzat i obligat a parlar sota tortura, denunciant al general Oufkir com instigador. Aquella nit el general va morir, oficialment per suïcidi i segons es va saber després executat pel coronel Ahmed Dlimi (després general) segurament en presència del mateix rei. Lamrami va deixar el càrrec de primer ministre el 2 de novembre de 1972 i Ahmed Osman del Reagrupament Nacional d'Independents, una organització propera al rei, va ocupar el càrrec que mantindrà fins al 22 de març de 1979.
El 1975 en plena malaltia del dictador espanyol, Franco, Espanya preparava la descolonització del Sahàra. La comissió de l'ONU va poder veure sobre el terreny que la població donava ampli suport a la independència i a l'organització política del Front Popular d'Alliberament de Saguia al-Hamra i Rio de Oro (Front Polisario), mentre els notables pro-marroquins no tenien cap representativitat. El rei va organitzar l'anomenada Marxa Verda de civils que havien d'entrar al Sàhara a peu. Els espanyols van anunciar que la zona de pas seria minada però en converses secretes es va pactar a Madrid el repartiment del país entre Mauritània i el Marroc, i els espanyols es van retirar abandonant als ciutadans sahrauís que no van tenir opció a exercir el seu dret d'autodeterminació. El 27 de febrer de 1976 el Polisario va proclamar la República Àrab Sahrauí Democràtica (RASD) i el 28 de febrer de 1976 els espanyols es van retirar i els tancs marroquins van entrar al territori. La població amenaçada per les tropes d'ocupació va haver de fugir en massa a Algèria on es van establir els camps de refugiats a la zona de Tinduf; els guerrillers sahrauís, ara Exèrcit Popular Sahrauí, van derrotar repetidament als ocupants tant al Sàhara com al sud del Marroc. Mauritània es va acabar rendint i després d'un cop d'estat que va enderrocar al president expansionista Mukhtar Uld Dada, el nou govern militar va abandonar la seva part del Sàhara (el sud) i va reconèixer a la RASD que immediatament fou ocupada pel Marroc. Els marroquins van haver de construir un mur defensiu electrònic amb l'ajut americà, mercès al qual va poder controlar els dos terços del país darrere del mur, dels quals ha estat explotant les riqueses naturals fins a exhaurir-les i on ha instal·lat milers de colons. La resta del territori a l'altre costat del mur està avui dia sota control de la RASD. El rei es va negar durant tot el seu regnat a negociar una solució pacifica i va boicotejar els intents de l'ONU i la comunitat internacional per un referèndum democràtic.
El 22 de març de 1979 Maati Bouabid, cap de la Unió Constitucional, el nou partit monàrquic, va ser nomenat primer ministre i va exercir fins al 1983 tornant després el monàrquic Muhammad Karim Lamrani fins al 20 de setembre de 1986 i un altre monàrquic, Azzedine Laraki fins a l'11 d'agost de 1992. En aquest any es va fer una reforma constitucional lleugerament liberal. El monàrquic Mohamed Karim Lamrani va dirigir el govern per tercer cop fins al 25 de maig de 1994 i el va seguir un altre partidari del rei, Abdellatif Filali, fins al 4 de febrer de 1998 sota el qual es va produir la reforma constitucional de 1996 altre cop en sentit liberal. Després dels resultats de les eleccions, el 4 de febrer de 1998 va nomenar primer ministre a un opositor tradicional, Abderrahmane Youssoufi, de la Unió Socialista de Forces Populars (USFP).
Va morir d'un atac de cor el 23 de juliol de 1999. Fou enterrat al mausoleu de Mohamed V de Rabat amb el seu pare i el seu germà Mulay Abd Allah. Entre dos i tres milions de marroquins van assistir al seu enterrament. El va succeir el seu fill Mohammed VI.
La seva vida privada és poc coneguda, però de les filtracions produïdes se sap que es va dedicar als plaers i va tenir una vida molt dispendiosa. Tot i així sempre va mantenir la seva vida privada allunyada del coneixement públic, i poques coses sortien fora dels murs del palau.

## Família
Hassan II tenia cinc germanes i un germà:
- Lalla Fatima Zahra
- Lalla Aicha
- Lalla Malika
- Mulay Abd Allah (+1983)
- Lalla Nuzha (+1977)
- Lalla Amina (+2008)

De la seva primera esposa oficial Lalla Latifa Hammou va deixar cinc fills:
- Lalla Meryem (1962)
- Sidi Muhammad (1963), rei Mohammed VI
- Lalla Asma (1965)
- Lalla Hasna (1967)
- Mulay Rashid (1970)

El 1961 es va casar amb Lalla Fatima bint Qaid Amhourok.